# Campeonato Sul-Americano de Voleibol Feminino Sub-23 de 2016
O  Campeonato Sul-Americano de Voleibol Feminino Sub-23 de 2016, antes chamado Campeonato Sul-Americano Sub-22, foi a segunda edição da categoria Sub-23disputada por seis seleções sul-americanas, competição realizada bienalmente, cuja entidade organizadora é a  Confederação Sul-Americana de Voleibol, as partidas aconteceram no  Coliseo Eduardo Dibós de San Borja e também no Coliseo Manuel Bonilla de Miraflores  de 27 a 31 de julho na cidade Lima, no Peru.A Seleção Brasileira conquistou o seu segundo título consecutivo nesta categoria, com vaga assegurada no mundial da categoria por ser último campeão, por este fato a competição continental rendeu ao vice-campeão que foi a Seleção Colombiana  e a Seleção Peruana,terceira colocada a qualificação para o Mundial Sub-23 de 2017 e a levantadora colombiana María Alejandra Marín  recebeu o prêmio de Melhor Levantador e de Melhor Jogadora da edição.

## Seleções participantes
As seguintes seleções confirmaram participação no Campeonato Sul-Americano Sub-23 de 2016:
| Equipe    | Última participação |
| --------- | ------------------- |
| Peru      | (Sede), 3º em 2014  |
| Argentina | 4º em 2014          |
| Brasil    | 1º em 2014          |
| Colômbia  | 2º em 2014          |
| Chile     | 5º em 2014          |
| Uruguai   | estreante           |

## Primeira fase

### Grupo A
Classificação
- Local 1: Coliseo Manuel Bonilla de Miraflores-Peru[1]
- Local 2: Coliseo Eduardo Dibós de San Borja-Peru[1]

|     |           |     | Jogos | Jogos | Jogos | Resultados | Resultados | Resultados | Resultados | Resultados | Resultados | Sets | Sets | Sets  | Pontos | Pontos | Pontos |
| Pos | Equipe    | Pts | T     | V     | D     | 3–0        | 3–1        | 3–2        | 2–3        | 1–3        | 0–3        | V    | P    | R     | V      | P      | R      |
| --- | --------- | --- | ----- | ----- | ----- | ---------- | ---------- | ---------- | ---------- | ---------- | ---------- | ---- | ---- | ----- | ------ | ------ | ------ |
| 1   | Brasil    | 6   | 2     | 2     | 0     | 2          | 0          | 0          | 0          | 0          | 0          | 6    | 0    | MAX   | 150    | 86     | 1.744  |
| 2   | Argentina | 3   | 2     | 1     | 1     | 1          | 0          | 0          | 0          | 0          | 1          | 3    | 3    | 1,000 | 119    | 124    | 0.960  |
| 3   | Chile     | 0   | 2     | 0     | 2     | 0          | 0          | 0          | 0          | 0          | 2          | 0    | 6    | 0,000 | 91     | 150    | 0.607  |

| Data   | Hora  |              | Placar |           | Set 1 | Set 2 | Set 3 | Set 4 | Set 5 | Total | Relatório |
| ------ | ----- | ------------ | ------ | --------- | ----- | ----- | ----- | ----- | ----- | ----- | --------- |
| 27 jul | 17:00 | 'Argentina ' | 3–0    | Chile     | 25–13 | 25–18 | 25–18 |       |       | 75–49 | 75–49     |
| 28 jul | 14:45 | Chile        | 0–3    | ' Brasil' | 14–25 | 19–25 | 9–25  |       |       | 42–75 | 42–75     |
| 29 jul | 14:45 | 'Brasil '    | 3–0    | Argentina | 25–14 | 25–20 | 25–10 |       |       | 75–44 | 75–44     |

### Grupo B
Classificação
- Local 1: Coliseo Manuel Bonilla de Miraflores-Peru[1]
- Local 2: Coliseo Eduardo Dibós de San Borja-Peru[1]

|     |          |     | Jogos | Jogos | Jogos | Resultados | Resultados | Resultados | Resultados | Resultados | Resultados | Sets | Sets | Sets  | Pontos | Pontos | Pontos |
| Pos | Equipe   | Pts | T     | V     | D     | 3–0        | 3–1        | 3–2        | 2–3        | 1–3        | 0–3        | V    | P    | R     | V      | P      | R      |
| --- | -------- | --- | ----- | ----- | ----- | ---------- | ---------- | ---------- | ---------- | ---------- | ---------- | ---- | ---- | ----- | ------ | ------ | ------ |
| 1   | Colômbia | 6   | 2     | 2     | 0     | 1          | 1          | 0          | 0          | 0          | 0          | 6    | 1    | 6,000 | 176    | 126    | 1.397  |
| 2   | Peru     | 3   | 2     | 1     | 1     | 1          | 0          | 0          | 0          | 1          | 0          | 4    | 3    | 1.333 | 172    | 131    | 1.313  |
| 3   | Uruguai  | 0   | 2     | 0     | 2     | 0          | 0          | 0          | 0          | 0          | 2          | 0    | 6    | 0,000 | 59     | 150    | 0.393  |

| Data   | Hora  |             | Placar |             | Set 1 | Set 2 | Set 3 | Set 4 | Set 5 | Total  | Relatório |
| ------ | ----- | ----------- | ------ | ----------- | ----- | ----- | ----- | ----- | ----- | ------ | --------- |
| 27 jul | 14:45 | 'Colômbia ' | 3–0    | Uruguai     | 25–12 | 25–4  | 25–13 |       |       | 75–29  | 75–29     |
| 28 jul | 17:00 | 'Peru '     | 3–0    | Uruguai     | 25–11 | 25–5  | 25–14 |       |       | 75–30  | 75–30     |
| 29 jul | 17:00 | Peru        | 1–3    | ' Colômbia' | 23–25 | 28–26 | 23–25 | 23–25 |       | 97–101 | 97–101    |

## Fase final

### Quinto lugar
- Local: Coliseo Manuel Bonilla de Miraflores-Peru[1][3]

| Data   | Hora  |          | Placar |         | Set 1 | Set 2 | Set 3 | Set 4 | Set 5 | Total | Relatório |
| ------ | ----- | -------- | ------ | ------- | ----- | ----- | ----- | ----- | ----- | ----- | --------- |
| 30 jul | 13:30 | 'Chile ' | 3–0    | Uruguai | 25–18 | 25–14 | 25–16 |       |       | 75–48 | 75-48     |

### Semifinais
- Local: Coliseo Manuel Bonilla de Miraflores-Peru[1][3].

| Data   | Hora  |             | Placar |           | Set 1 | Set 2 | Set 3 | Set 4 | Set 5 | Total  | Relatório |
| ------ | ----- | ----------- | ------ | --------- | ----- | ----- | ----- | ----- | ----- | ------ | --------- |
| 30 jul | 15:45 | 'Colômbia ' | 3–1    | Argentina | 25–17 | 25–16 | 24–26 | 25-23 |       | 99–59  | 99–82     |
| 30 jul | 18:00 | 'Brasil '   | 3–1    | Peru      | 23–25 | 25–23 | 27–25 | 25-16 |       | 100–73 | 100–89    |

### Terceiro lugar
- Local: Coliseo Eduardo Dibós de San Borja-Peru[1]

| Data   | Hora  |         | Placar |           | Set 1 | Set 2 | Set 3 | Set 4 | Set 5 | Total | Relatório |
| ------ | ----- | ------- | ------ | --------- | ----- | ----- | ----- | ----- | ----- | ----- | --------- |
| 31 jul | 15:45 | 'Peru ' | 3–1    | Argentina | 25–23 | 25–19 | 18–25 | 25-20 |       | 93–67 | 93–87     |

### Final
- Local: Coliseo Eduardo Dibós de San Borja-Peru

| Data   | Hora  |           | Placar |          | Set 1 | Set 2 | Set 3 | Set 4 | Set 5 | Total | Relatório |
| ------ | ----- | --------- | ------ | -------- | ----- | ----- | ----- | ----- | ----- | ----- | --------- |
| 31 jul | 18:00 | ' Brasil' | 3–1    | Colômbia | 15–25 | 25–22 | 25–22 | 25-16 |       | 90–69 | 90–85     |

## Classificação final
| Posição | Equipe    |
| ------- | --------- |
| 1       | Brasil    |
| 2       | Colômbia  |
| 3       | Peru      |
| 4       | Argentina |
| 5       | Chile     |
| 6       | Uruguai   |

|  | Qualificados para o Mundial Sub-23 de 2017 |

## Prêmios individuais
As atletas que integraram a seleção do campeonato foram:
| MVP (Most Valuable Player) | María Alejandra Marín | Colômbia |
| Oposto                     | Dayana Segovia        | Colômbia |
| 1ª Ponteira                | Ángela Leyva          | Peru     |
| 2ª Ponteira                | Drussyla Costa        | Brasil   |
| 1ª Central                 | Lays Freitas          | Brasil   |
| 2ª Central                 | Mayany de Souza       | Brasil   |
| Levantadora                | María Alejandra Marín | Colômbia |
| Líbero                     | Camila Gómez          | Colômbia |